# Océanite cendré
Hydrobates homochroa
Espèce
Synonymes
- Cymochorea homochroa
- Oceanodroma homochroa (protonyme)

Statut de conservation UICN

 EN A2ce+3ce : En danger
Répartition géographique
L'Océanite cendré (Hydrobates homochroa) est une espèce d'oiseaux de la famille des Hydrobatidae.

## Répartition
Cet oiseau peuple les côtes de la Californie et de Baja California (Mexique).

## Galerie

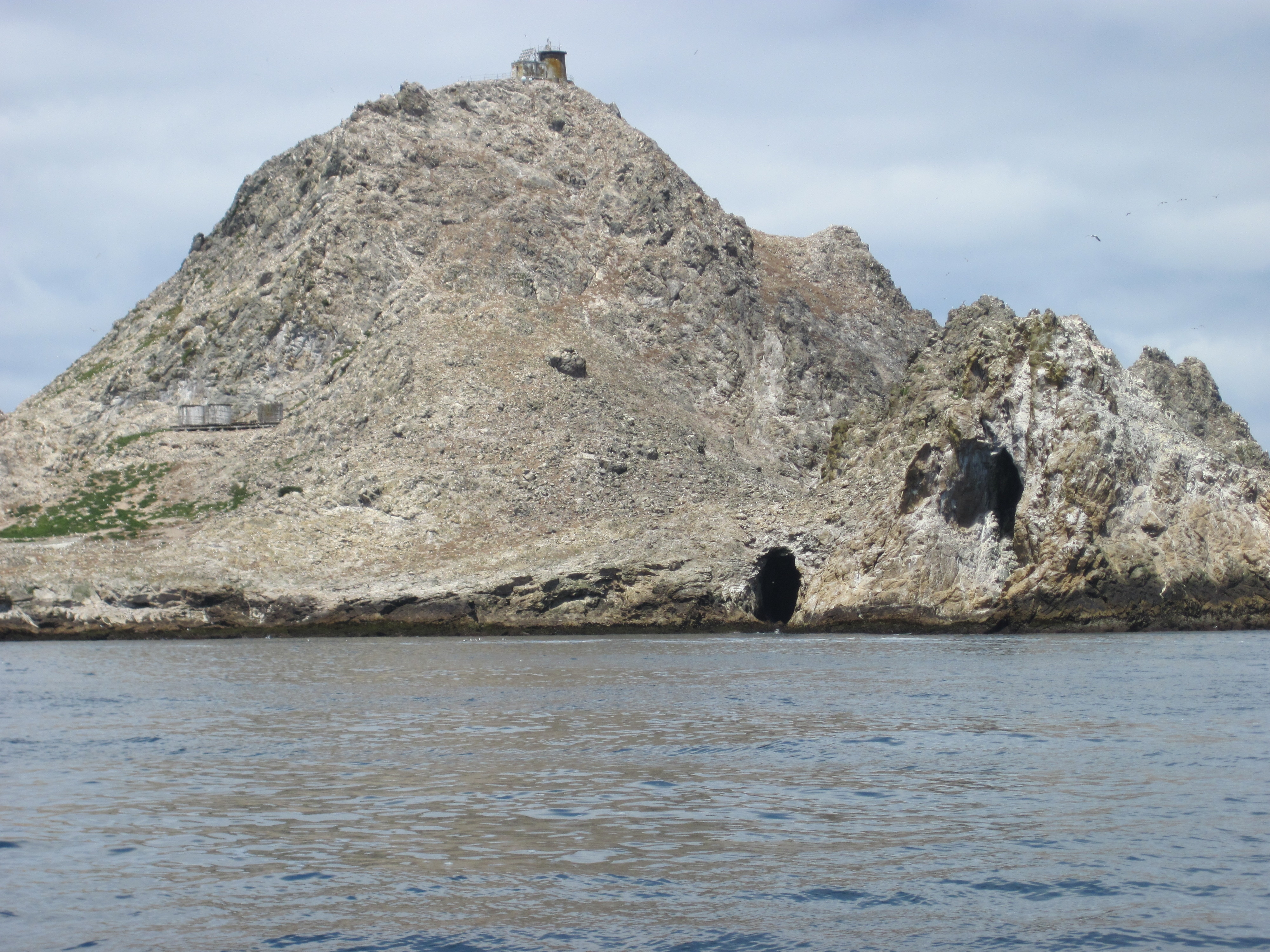
îles Farallon
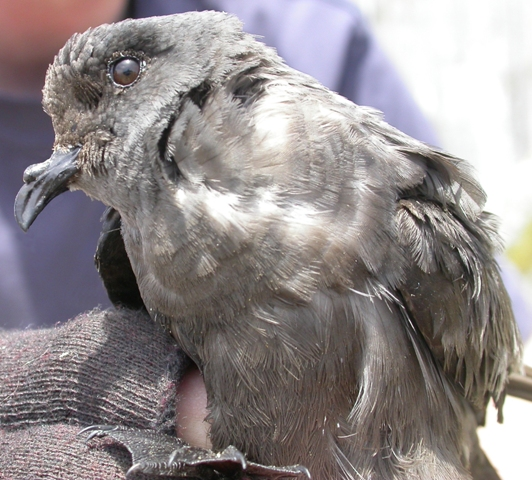
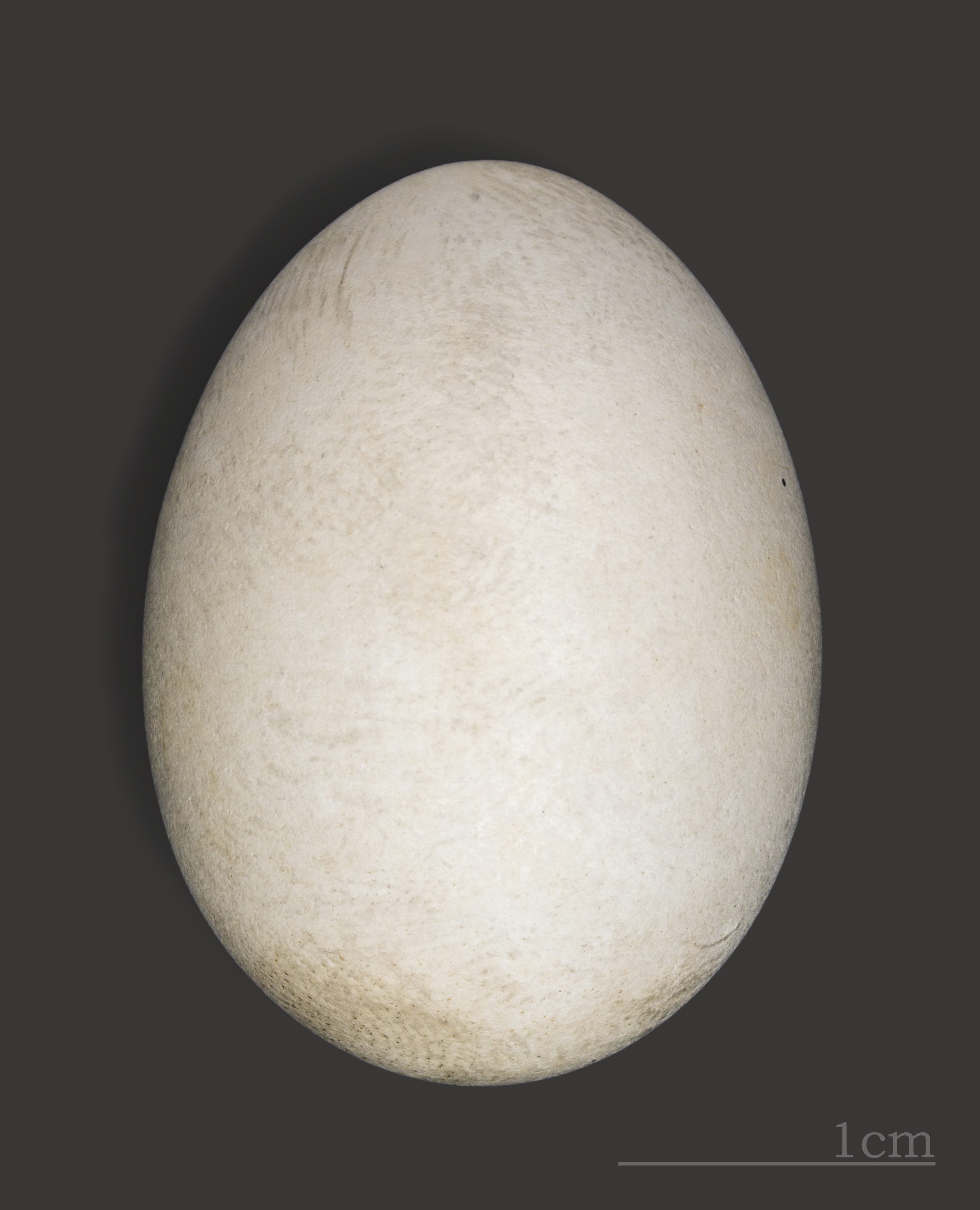
Œuf d'Océanite cendré (coll.MHNT)